# Ladislav Fojtík
Ladislav Fojtík (* 3. ledna 1950) je bývalý český fotbalista, záložník.

## Fotbalová kariéra
V československé lize hrál za Škodu Plzeň. Nastoupil ve 46 ligových utkáních a dal 3 ligové góly. Ve druhé nejvyšší soutěži hrál za Dynamo České Budějovice.

## Ligová bilance
| Ročník                                   | Zápasy | Góly | Klub                    |
| ---------------------------------------- | ------ | ---- | ----------------------- |
| 1. československá fotbalová liga 1972/73 | 13     | 0    | Škoda Plzeň             |
| 1. československá fotbalová liga 1973/74 | 2      | 0    | Škoda Plzeň             |
| 1. československá fotbalová liga 1974/75 | 11     | 0    | Škoda Plzeň             |
| 1. československá fotbalová liga 1975/76 | 16     | 3    | Škoda Plzeň             |
| 1. československá fotbalová liga 1976/77 | 4      | 0    | Škoda Plzeň             |
| Česká národní fotbalová liga 1978/79     | -      | -    | Dynamo České Budějovice |
| Česká národní fotbalová liga 1981/82     | 27     | 6    | Dynamo České Budějovice |
| Česká národní fotbalová liga 1982/83     | 24     | 5    | Dynamo České Budějovice |
| Česká národní fotbalová liga 1983/84     | 7      | 1    | Dynamo České Budějovice |
| CELKEM                                   | 46     | 3    |                         |